# Otto Berner
August Otto Berner (* 7. Juni 1876 in Obertürkheim; † nach 1935) war ein deutscher Ingenieur und Manager, der als Direktor den Magdeburger Verein für Dampfkesselbetrieb leitete.

## Leben
Er war der Sohn des Stuttgarter Hofuhrmachermeisters Otto Berner und dessen Ehefrau Charlotte geborene Gießer. Nach dem Besuch des Realgymnasiums studierte er an der Technischen Hochschule Stuttgart, wo er zum Dr.-Ing. promovierte. An der Technischen Hochschule Stuttgart war er im Anschluss auch als Assistent der Materialprüfungsanstalt tätig und forschte u. a. zur Erzeugung und den Auswirkungen von erhitztem Dampf. Später wurde er Direktor einer Maschinenfabrik und leitete als Oberingenieur die elektrische Abteilung des 1857 gegründeten Magdeburger Vereins für Dampfkesselbetrieb. 1938 erfolgte die Umbenennung in Technische Überwachungs-Vereine e. V. (TÜV), aus dem u. a. der heutige TÜV Nord hervorgegangen ist.
1912 nahm Otto Berner als Redner an der Delegierten- und Ingenieur-Versammlung des Internationalen Verbandes der Dampfkessel-Überwachungs-Vereine in Stuttgart teil.
Nach Ausbruch des Ersten Weltkriegs erhielt er eine Einberufung zum Kriegsdienst. Er wurde bis zum Hauptmann der Landwehr befördert. Nach Rückkehr aus dem Weltkrieg wurde er spätestens im Jahr 1925 Direktor des Magdeburger Vereins für Dampfkesselbetrieb, der im Gebäude Adelheidring 16 ansässig war. Daneben war er Vorstandsmitglied des Magdeburger Bezirksvereins des Vereins Deutscher Ingenieure (VDI).

## Familie
Otto Berner heiratete am 30. September 1924 in Stuttgart Lina geb. Rühle (* 1891), Tochter des Fuhrhalters Peter Rühle und dessen Ehefrau M. Hermann.

## Schriften (Auswahl)
- Untersuchungen über den Einfluss der Art und des Wechsels der Belastung auf die elastischen und bleibenden Formänderungen. J. Springer, Berlin / Heidelberg 1903.

## Auszeichnungen
- Eisernes Kreuz II. Klasse
- Wilhelmskreuz mit Schwertern